# Güldenwerth

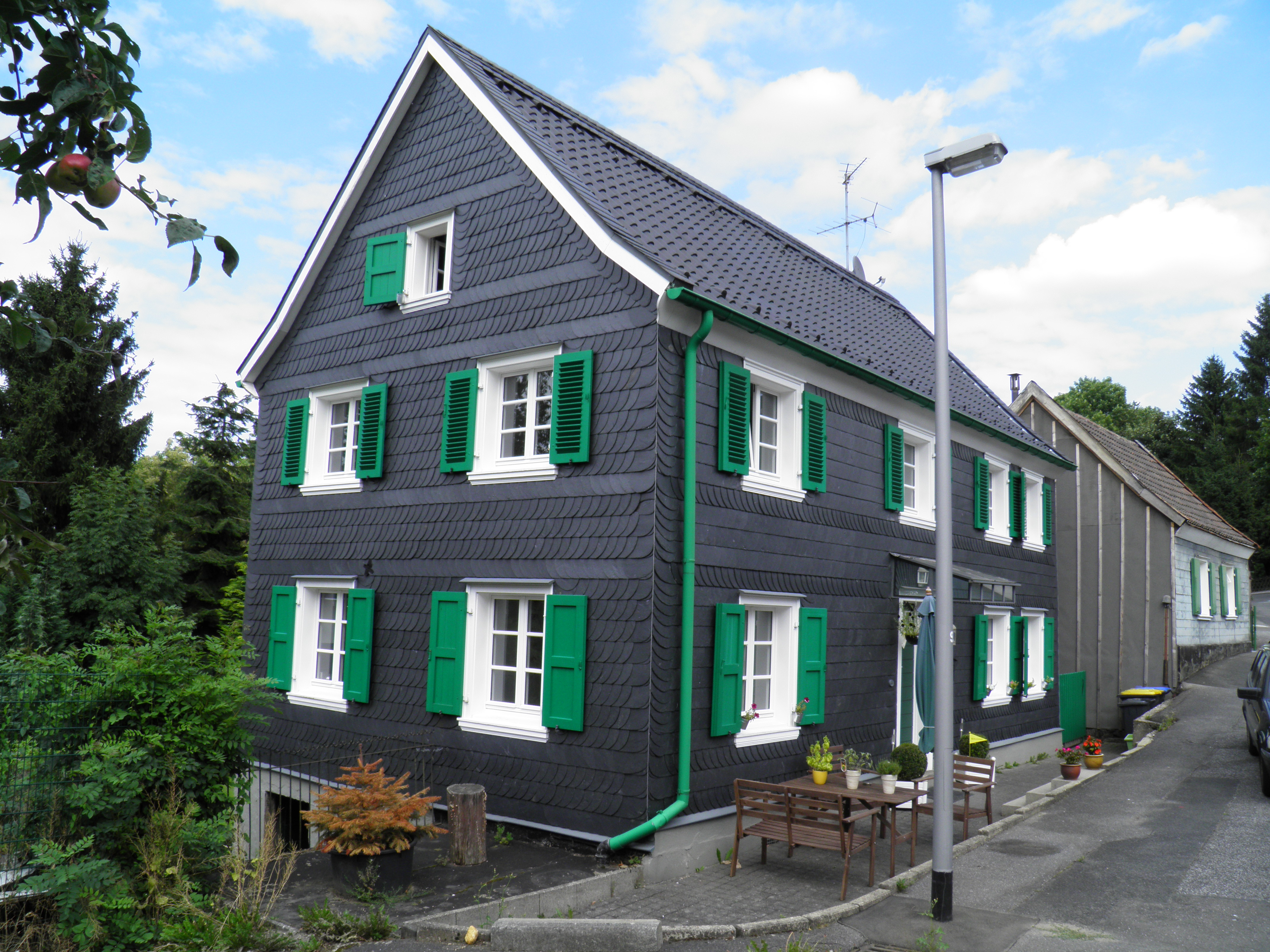
Haus unter Denkmalschutz im Hof Güldenwerth

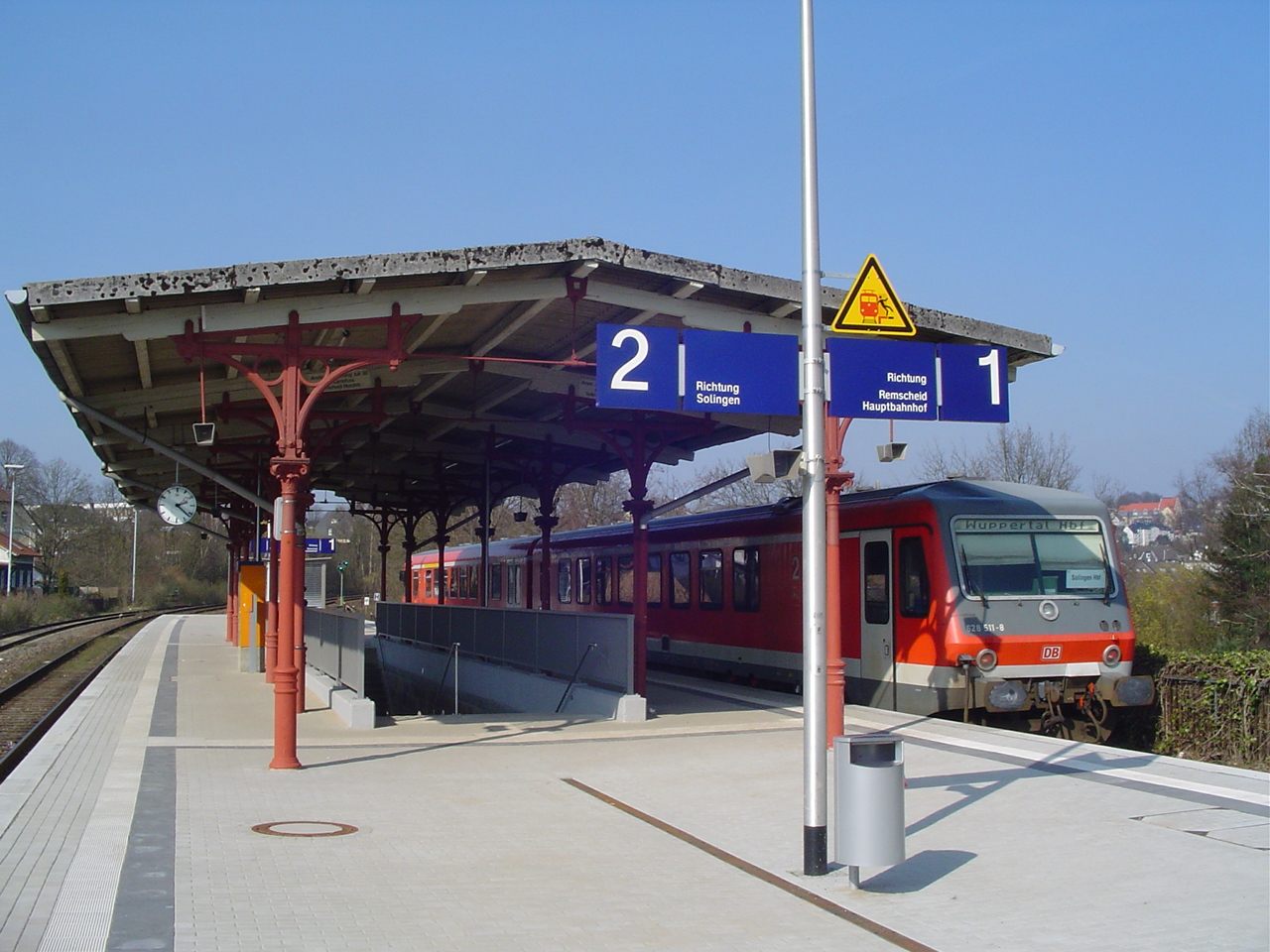
Bahnhof Güldenwerth

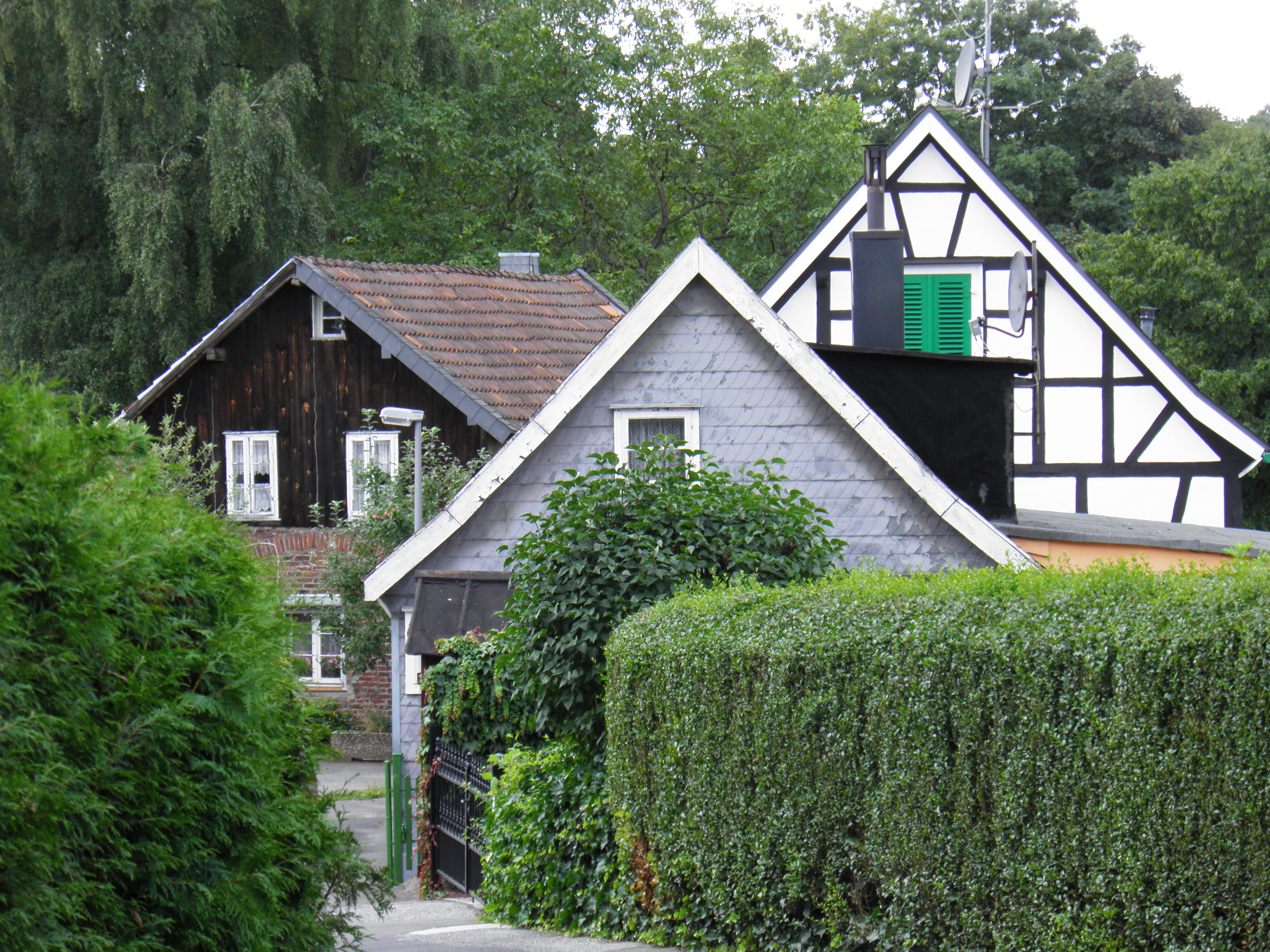
Alte Bausubstanz im Hof Güldenwerth

Güldenwerth ist ein Wohnplatz in der Stadt Remscheid im Bergischen Land. Er gehört verwaltungstechnisch zum Stadtteil Reinshagen im Stadtbezirk Alt-Remscheid und liegt im südwestlichen Teil der Stadt. Der ursprüngliche Ortskern liegt auf dem Gebiet der heutigen Straße Hof Güldenwerth.

## Geschichte
Güldenwerth wurde erstmals 1369 erwähnt (Guddelwerde), es folgen Nennungen 1487 (Gudewerde), 1513 (Güldenwerde), 1560 (Gülwerde) 1639 (Guldenwerth) und 1668 (Gulwerth).
In einer Hebeliste (1560) zählte Güldenwerth zu den Hofschaften, die den Johanniterhafer und den Burghafer entrichten mussten. Die Abgabe des Johanniterhafers erfolgte an den Johanniterorden, der bis zu Zeiten Napoleons I. Patronatsherr der Remscheider Kirche war. Der Burghafer wurde vom Pächter des Stachelhauser Hofes eingezogen und an die Burger Kommende weitergeleitet.
Der Hof galt immer schon als besonders ertragreich, denn die Namensgebung enthält eine Wertbezeichnung: Ein Hof, der viele Gulden wert war.

## Infrastruktur
Der Hauptstraßenzug (die Reinshagener Straße) führt als L 154 auf dem Bergrücken und trifft in Remscheid-Vieringhausen auf die B 229.
Der VRR betreibt die Buslinien 654, 658, NE 13 und NE 18.
Der Bahnhof Remscheid-Güldenwerth an der Bahnstrecke Solingen–Remscheid, der über eine Park&Ride Anlage verfügt, wird von der S-Bahn-Linie S 7 Der Müngstener der S-Bahn Rhein-Ruhr bedient.